# Novotsjerkassk
Novotsjerkassk (Russisch: Новочеркасск) is een stad in de oblast Rostov in het zuiden van Rusland. De stad ligt op een heuvel, omringd door de uiterwaarden van de stepperivieren Toezlov en Aksaj, op ongeveer 1000 kilometer ten zuiden van Moskou en ongeveer 30 kilometer ten noordoosten van Rostov aan de Don. De stad telde 170.822 inwoners bij de volkstelling van 2002 tegen 187.973 bij de volkstelling van 1989. Hiermee vormt het de vierde stad van de oblast na Rostov aan de Don, Taganrog en Sjachty. Het is de oude hoofdstad van de Don-Kozakken en sinds 1993 ook van alle Kozakken wereldwijd.
Tegenwoordig staat het bekend als industriestad, vooral van grote locomotieven voor spoorlijnen in Rusland en de voormalige Sovjetlanden.

## Geschiedenis
Novotsjerkassk ("Nieuw Tsjerkassk") werd gesticht op 18 mei (30 mei) 1805 door ataman Matvej Platov als het bestuurlijk centrum van de oblast Donlegioen en daarmee de hoofdstad van de Don-Kozakken. Deze lag daarvoor in Tsjerkassk (nu het dorpje Starotsjerkasskaja), maar die werd constant geïnundeerd door het water van de Don, waarop men in 1804 besloot de hoofdstad te verplaatsen naar een hoger gelegen punt. Op 31 december 1804 keurde tsaar Alexander I van Rusland het plan goed en werd begonnen met de bouwwerkzaamheden onder leiding van de Antwerpse ingenieur luitenant-generaal (die omstreeks 1780 in Russische dienst trad) Frans de Wollant, of met zijn "Russische" naam Frants Pavlovitsj de Vollan, op basis van de toenmalige Europese stedenbouwkundige normen: met grote brede ruimten, brede pleinen en avenues en bedekt met groene boulevards. De stad werd "Klein Parijs" gedoopt. De basis van de stad werd gevormd door de pleinen, elk waaraan zich een kerk bevond en vanwaaruit de straten zich radiaal verspreiden de stad in. Op 30 mei 1806 werd de stad officieel ingewijd als de hoofdstad van de Don-Kozakken.
De bouw van de stad vorderde slechts traag, vooral doordat de Kozakken onwillig waren om hun bewoonde plaatsen aan de Don op te geven en doordat de stad zich op 20 kilometer van de Don bevonden, waarmee ze zo sterk waren verbonden gedurende hun geschiedenis. Om die reden waren er in die tijd dan ook plannen om haar zijrivier, de Aksaj, te verdiepen en zelfs om de waterloop van de Don te veranderen, maar door geldgebrek kwam van deze plannen niets terecht. De status van de toekomstige hoofdstad bleef zo drie decennia onduidelijk en rond 1837 leek het erop dat niet Novotsjerkassk, maar de stanitsa Aksajskaja zou worden verkozen, daar deze ook op een hoogte was gelegen, maar dan op een die aan de Don grensde. In dat jaar kwam tsaar Nicolaas I echter poolshoogte nemen in zowel Novotsjerkassk als Aksajskaja en besloot bij terugkeer in Sint-Petersburg dat Novotsjerkassk toch de nieuwe hoofdstad zou worden, daar verplaatsing naar Aksajskaja nieuwe moeilijkheden met zich mee zou brengen en bovendien eigenlijk nutteloos was.
In de eerste helft van de 19e eeuw werd de stad puur als troepencentrum gebouwd met overheidsgebouwen, Gostiny Dvors, taveernen, wijnkelders, huizen voor generaals en de Russische adel, stadstuinen en dergelijke. De eerste industrieën verschenen in de jaren 50 van die eeuw, maar boden gedurende de hele eeuw werk aan niet meer dan 1000 van de ongeveer 20.000-koppige bevolking.
Ten tijde van de Russische Revolutie was de bevolking verdrievoudigd tot ongeveer 60.000 personen, waaronder meer dan 25.000 musketier-kozakken met hun gezinnen. Verder woonden er ongeveer 3.000 mensen van adellijke komaf en ongeveer 500 geestelijken. Handelaren en boeren woonden er vrijwel niet in die tijd. Door het grote aantal Kozakken vormde de stad ten tijde van de Russische Burgeroorlog een van de centra van de Witten en het toevluchtsoord voor velen die zich weigerden te onderwerpen aan het nieuwe bolsjewistische gezag. Door de toestroom van mensen groeide de stad in aantal tot ruim 100.000 personen. De kozakken onder leiding van ataman Aleksej Kaledin probeerden zich neutraal op te stellen nadat ze waren gescheiden van de gebieden in handen van de bolsjewieken door het uitroepen van de onafhankelijke Republiek Don, dat haar bestuur in Novotsjerkassk had. Maar onder het bestuur van Lavr Kornilov en generaal Michail Aleksejev werd in de stad echter het Vrijwilligersleger gevormd, dat het opnam tegen het Rode Leger. Hierdoor raakte de stad onderdeel van het strijdtoneel en kwam wisselend in handen van bolsjewieken en mensjewieken. Op 8 januari 1920 was het echter voorbij voor de weerstand van de Kozakken en kwam de stad stevig onder bolsjewistisch bestuur te staan en verloor haar status van hoofdstad van de Don-Kozakken.
Tijdens de Tweede Wereldoorlog kwam de stad opnieuw in de frontlinie te liggen. Tijdens Operatie Barbarossa maakte het Duitse Leger aanvankelijk zo'n snelle opmars, dat Stalin net als in andere steden in Europees Rusland besloot tot de evacuatie van het grootste deel van de bedrijven naar de oostzijde van de Oeral, alsook de stopzetting van lopende projecten, zoals de aanleg van een tramnetwerk in de stad. In de herfst van 1941 bleek de opmars echter toch tegen te vallen en trokken de Duitse legers zich op sommige plaatsen zelfs terug, waardoor de stad later dan gedacht, op 25 juli 1942 werd veroverd door de nazi's. Na de insluiting van de Duitse legers tijdens de Slag om Stalingrad werd begonnen met de herovering van de oblast Rostov en op 13 februari 1943 werd Novotsjerkassk weer bevrijd.
In juni 1962 vond een lokaal voedseloproer plaats, dat op bloedige wijze werd onderdrukt door de Sovjetautoriteiten met minstens 26 doden en honderden gewonden. Het is bekend geworden als het Bloedbad van Novotsjerkassk.
Van 5 tot 6 oktober 1991, vlak voor de val van de Sovjet-Unie, vond in Novotsjerkassk een grote bijeenkomst plaats van de Grote Kring van het Don-Kozakken-legioen, waarop werd bekrachtigd dat de stad het historische en hedendaagse centrum vormt van de vojsko. Van 17 tot 18 juli 1993 werd een bijeenkomst belegd door de Opperste Kring van de Kozakkentroepen van Rusland en het buitenland waarin Novotsjerkassk werd uitgeroepen tot Kozakkenhoofdstad van de wereld.

## Klimaat
Novotsjerkassk bevindt zich in de gematigde landklimaatzone. Het gebied wordt gekenmerkt door een warmteoverschot en een neerslagtekort (vochtigheidsindex: 0,5). De gemiddelde jaarlijkse temperatuur bedraagt +10°C.
De winter is meestal vrij zacht, maar kan worden gekenmerkt door grote temperatuurschommelingen. De gemiddelde wintertemperatuur bedraagt 0°C, maar kan in januari dalen tot -30°C (bijvoorbeeld in 2006) en stijgen +15°C (in 2007). Als gevolg hiervan is de bedekking met sneeuw erg onstabiel. Eind januari is het er het koudst met een gemiddelde van -4°C. Een gemiddeld jaar telt er 67 dagen met een temperatuur onder nul.
De zomer is meestal heet en erg droog, met name in juli en augustus wanneer de temperatuur er gemiddeld 1 tot 2 graden warmer is dan aan de Zwarte Zeekust van de Noordelijke Kaukasus. De gemiddelde temperatuur in juli bedraagt 24°C. Juli en begin augustus is de heetste tijd met temperaturen die zelfs in de schaduw kunnen oplopen tot 40°C. Tegen het eind van augustus is de water temperatuur in de reservoirs rond de stad (waaronder dat van de Donrivier) gestegen tot 28 tot 30°C. De klimatologische zomer duurt gemiddeld 170 tot 175 dagen en de vorstvrije periode 180 dagen. Gemiddeld zijn er 250 dagen met een temperatuur van meer dan 0°C.
Het jaarlijks neerslaggemiddelde bedraagt 616 mm, waarvan het grootste deel valt in december, januari en juni (tot 65 mm). De maanden met de minste neerslag zijn augustus en september (35 mm).

## Economie en voorzieningen
Novotsjerkassk vormt een van de grootste industriële centra van oblast Rostov naar productietotalen en naar productietotalen per werknemer. De belangrijkste industrieën bevinden zich in het industriële district van de stad, dat van de woongebieden wordt gescheiden door de Toezlovrivier. Belangrijke industriële sectoren zijn de machinebouw, elektro-energetica, metallurgie, chemische industrie, aardgasindustrie, glasindustrie, lichte industrie en voedingsmiddelenindustrie.

### Industrie

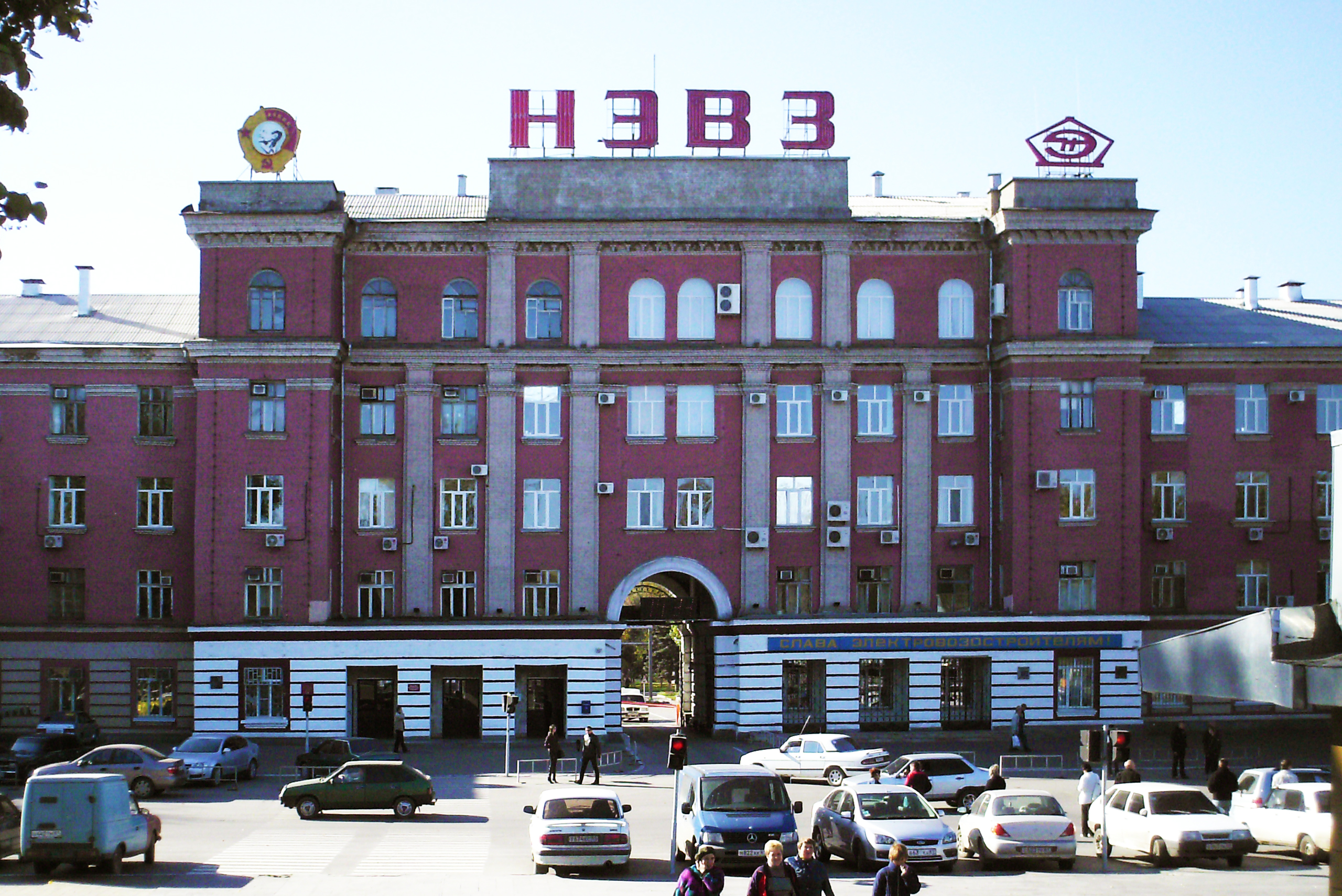
Hoofdgebouw van NEVZ

Het belangrijkste bedrijf is de Elektrische Locomotiefbouwfabriek van Novotsjerkassk (NEVZ), die werd opgericht in 1936 als een motorbouwfabriek en in 1946 werd omgevormd tot een bouwplaats voor elektrische locomotieven. In 2003 werd het onderdeel van Transmasjcholding. Het is de enige fabriek in Rusland die elektrische goederenlocomotieven produceert en bouwt daarnaast ook elektrische locomotieven voor passagiersvervoer en voor industrieel gebruik. Er werken ruim 9000 mensen.
Op 15 kilometer van het centrum van Novotsjerkassk bevindt zich de in 1965 gebouwde Novotsjerkasskse GRESS (onderdeel van divisie OGK-6 van JeES Rossii), de grootste waterkrachtcentrale van zuidelijk Rusland met in 2007 een vermogen van 2400 MW.
Metallurgische fabrieken in de stad zijn de elektrodenfabriek van Novotsjerkassk (onderdeel van Energoprom), die in werking werd gesteld in 1954 en het twee jaar later geopende bedrijf Magnet, waar magneten worden gemaakt. In 1952 werd het Bedrijf voor synthetische producten van Novotsjerkassk geopend, waar chemische middelen worden gemaakt en waar ongeveer 3000 mensen werkzaam zijn.
Het aardgasbedrijf Eskort werd in 1995 opgericht als opvolger van het bedrijf Novotsjerkasskneftemasj en richt zich op de productie van olie- en gasinstallaties, pijpovens en andere soortgelijke producten. Vijf jaar later werd de flessenfabriek Aktis opgericht, dat zich richt op het maken van flessen voor bier, mineraalwater en non-alcoholische dranken.
Verder bevinden zich twee fabrieken voor vrouwenkleren en fabrieken voor zuivel, vlees, brood, wijn en wodka in de stad.

### Media
In de stad bevinden zich meerdere radio- en tv-stations. Ook telt de krant meerdere dagbladen en tijdschriften. In 1860 kreeg de stad een telegraafverbinding en in 1891 aansluiting op het telefoonnet. In 1898 werd het eerste deel van het telefoonnetwerk aangelegd.

### Onderwijs

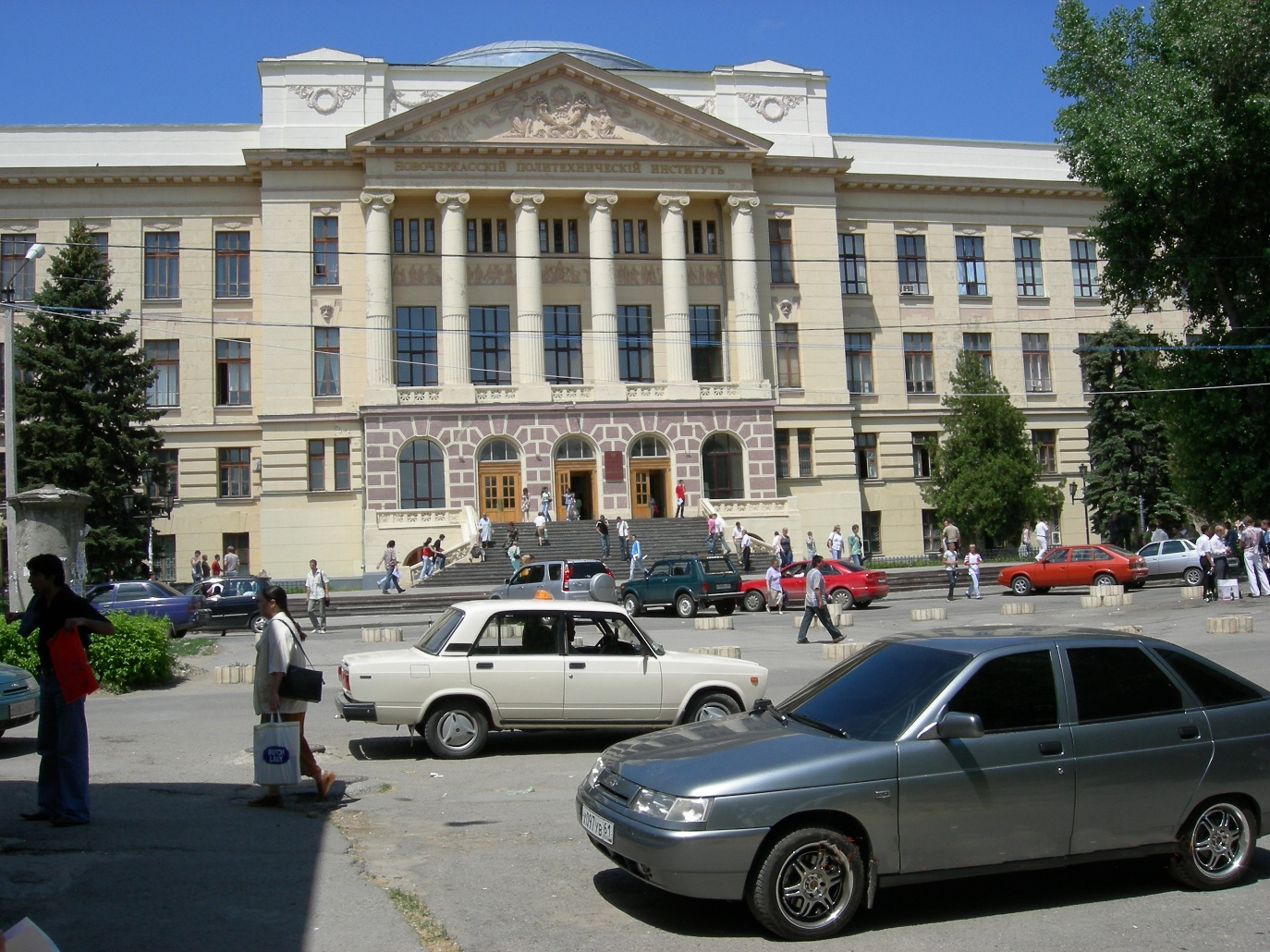
Hoofdgebouw van de Zuid-Russische Staats-Technische Universiteit

Novotsjerkassk is een studentenstad. Ongeveer een op de vijf personen is een student. Het belangrijkste onderwijsinstituut in de stad is het instituut voor hoger onderwijs van Zuid-Rusland (JoeRGTOe), waar ruim 23.000 studenten staan ingeschreven. Er bevinden zich bijna 75 gemeentelijke onderwijsinstituten, ruim 10 instituten voor middelbaar onderwijs en 3 instituten voor hoger onderwijs.
Belangrijke onderwijsinstituten zijn de Zuid-Russische Staats-Technische Universiteit (opgericht in 1907), de Staats-Landbouwuniversiteit van de Don en de militaire Opperste militaire bevelschool voor communicatie van Novotsjerkassk (Новочеркасское высшее военное командное училище связи). Er bevinden zich ook twee militaire scholen voor middelbaar onderwijs; de Soevorovschool van de MVD en de Keizer Alexander III militaire cadettenschool van de Don. Daarnaast bevinden zich bijna 20 wetenschappelijke onderzoeksinstellingen in de stad.

## Vervoer en transport
De stad is sinds 1864 aangesloten op het spoornet door de aanleg van de spoorlijn Aksaj-Novotsjerkassk-Aleksandrovsk-Groesjevski (nu Sjachty). In de jaren 70 van de 19e eeuw werd de spoorlijn aangesloten op het spoornet naar Moskou. Door de stad loopt de belangrijkste spoorlijnverbinding tussen Centraal-Rusland en de Kaukasus. Op het grondgebied van de stad bevinden zich drie spoorwegstations (Novotsjerkassk, Chotoenok en Lokomotivstroj). Bij de stad bevindt zich PTsjM-1 (PTsjM-Novotsjerkassk), een van de twee spoormaterieelreparatiestations van het zuiden van Rusland (PTsjM-2 bevindt zich bij de stad Tichoretsk).
Langs de stad loopt de federale autoweg M-4 ('Don'). De eerste buslijn werd in 1910 in de stad geïntroduceerd, maar werd kort daarop alweer opgeheven. In de jaren '20 werd de bus definitief ingevoerd in de stad en momenteel telt de stad ruim 50 stedelijke en ruim 25 landelijke busverbindingen met daarnaast enkele marsjroetkaverbindingen.
Begin 20e eeuw werd reeds gedacht om een tram te laten rijden in de stad, maar door de Russische Burgeroorlog, Eerste en Tweede Wereldoorlog werd dit uitgesteld tot 1954. Er bevinden zich nu vier tramlijnen in de stad, die jaarlijks ongeveer 1 miljoen mensen vervoeren. In de jaren 70 lagen er plannen voor de aanleg van een trolleybuslijn in de stad, waarmee in 1977 werd begonnen. Na enkele jaren was een deel van het netwerk aangelegd, maar de bouwwerkzaamheden werden uiteindelijk gestaakt.
De stad heeft geen luchthaven, maar de internationale luchthaven Rostov aan de Don bevindt zich op slechts 25 kilometer van de stad.

## Demografie
| 1811  | 1840   | 1863   | 1897   | 1914   | 1923   | 1926   | 1939   | 1959    | 1962    | 1970    | 1979    | 1989    | 2002    |
| ----- | ------ | ------ | ------ | ------ | ------ | ------ | ------ | ------- | ------- | ------- | ------- | ------- | ------- |
| 6.700 | 17.600 | 18.100 | 52.000 | 69.100 | 42.600 | 56.600 | 75.900 | 123.000 | 104.000 | 162.000 | 183.100 | 187.973 | 170.822 |

## Cultuur
In Novotsjerkassk bevinden zich een Kozakkendramatheater, een concertzaal ('Kosmos'), verschillende cultuurpaleizen en acht musea:
- Museum voor de geschiedenis van de Don-Kozakken;
- Paleis van de Ataman;
- Huismuseum van oorlogsschilder Michail Borisovitsj Grekov;
- Huismuseum van schilder Ivan Ivanovitsj Krylov;
- Huismuseum van dichter Vladimir Grigorjevitsj Kalmykov;
- Museum ter nagedachtenis aan het bloedbad van Novotsjerkassk van 1962;
- Museum voor de geschiedenis van de JoeRGTOe;
- Museum voor de militaire glorie.

## Bezienswaardigheden
In Novotsjerkassk bevinden zich ongeveer 200 monumenten, waaronder 9 van federaal belang (f), ongeveer 60 van oblastbelang (o) en meer dan 100 van lokaal belang (l).

### Kerken
Voznesenski-domkerk (f)

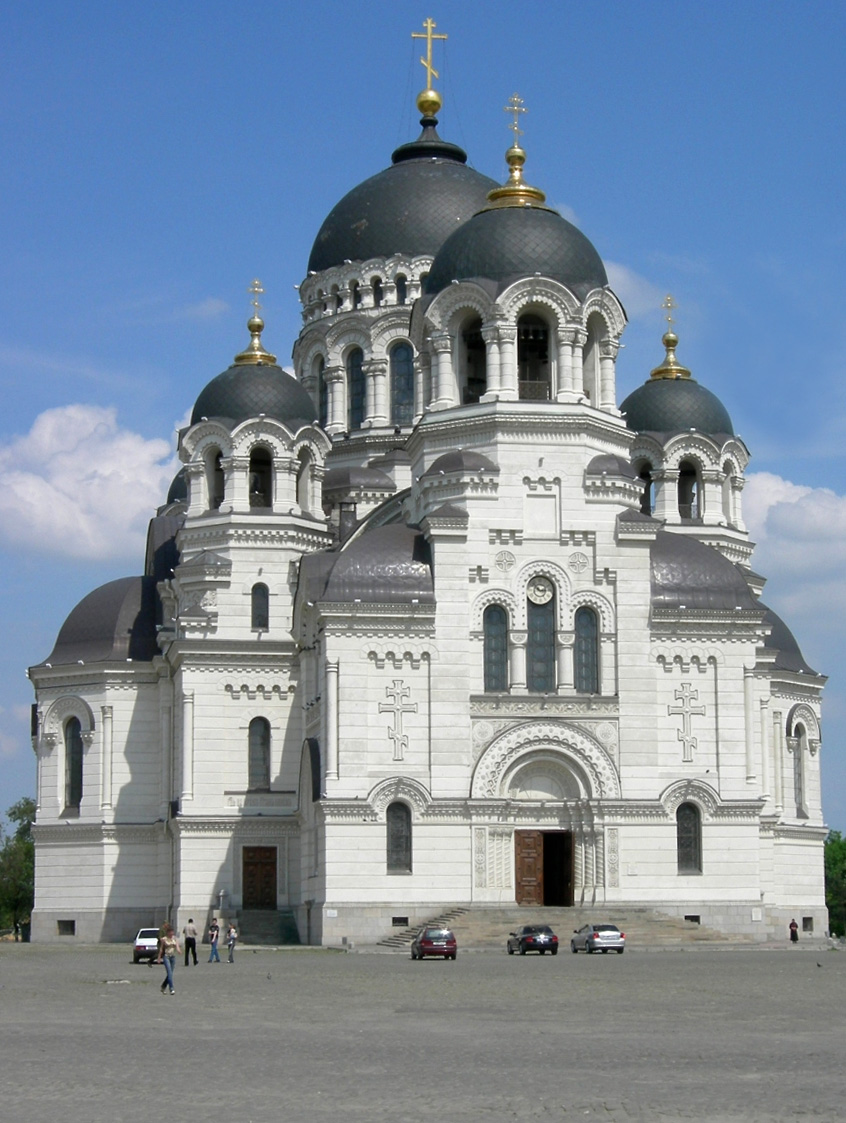
Voznesenski-domkerk

De Voznesenski-domkerk of Hemelvaartkathedraal werd gebouwd tussen 1893 en 1905 en is de op twee na belangrijkste Russisch-orthodoxe kerk van Rusland. De kerk werd ontworpen in nieuw-byzantijnse stijl door architect Jasjtsjenko en vormt de derde kerk die op deze plek werd gebouwd. Twee eerdere kerken werden gesloopt in 1846 en 1863. Oorspronkelijk waren alle koepels van de kerk bedekt met bladgoud ("Russisch goud" of "rose goud") en was het hoofdkruis ingelegd met rotskristallen. In de jaren 30 van de 20e eeuw viel de kerk echter ten prooi aan communistische plunderaars, die het goud van de koepels sloopten en de kerk tot een graanschuur maakten. Tijdens de Duitse bezetting werd de kerk korte tijd weer geopend in 1942, maar bij de bevrijding herkreeg ze haar oude functie van opslagplaats, hetgeen ze tot het einde van de jaren 80 zou blijven. Matvej Platov ligt in de kerk begraven, evenals een aantal andere hooggeplaatsten. Novotsjerkassk was ooit een aartsbisdom van het Oecumenisch patriarchaat van Constantinopel.
Heilige Alexander-Nevski Kerk (o)
Kerk gebouwd tussen 1890 en 1896 in byzantijnse stijl, onder leiding van architect Anochin.
Heilige Aartsengel Michaëlkathedraal (o)
Kerk gebouwd tussen 1870 en 1873 in Russische stijl, onder leiding van architect Sedov
Kerk van de Heilige apostelgelijken Constantijn en Helena (o)
Kerk gebouwd in 1909 in Russische stijl met elementen uit de barok, onder leiding van architect Koelikov. De kerk bevindt zich op een verhoogde plek, die een mooi uitzicht biedt over de rivier de Toezlov en haar uiterwaarden. Het vormt het belangrijkste zichtpunt van het noordelijke deel van de stad. Op deze plek bevond zich tot 1864 een houten kerk. De kerk is gewijd aan Constantijn de Grote en zijn moeder Helena, die beiden als heiligen worden vereerd in de Oosters-orthodoxe Kerk.
Heilige Dimitrikerk (o)
De begraafkerk van Dmitri Soloenski werd gebouwd tussen 1861 en 1864 in Russische stijl onder leiding van architect Valprede.
Heilige-Georgiuskerk (o)
Kerk gebouwd in 1898 in Russische stijl met elementen uit de barok onder leiding van architect Koelikov. De kerk werd gebouwd ter ere van de heilige Georgij, ter nagedachtenis aan het redden van het leven van tsaar Alexander III, die op 17 oktober 1888 met zijn gezin een treinongeluk overleefde.
Kerk van de Evangelische Christenen-Baptisten (o)
Lutherse kerk gebouwd in 1898 in neogotische stijl door architect Roller.
Kerk van de hemelvaart van de heiligste maagd Maria (o)
Rooms-katholieke kerk gebouwd tussen 1906 en 1907 onder leiding van architect Rogoejski. In 1923 werd de kerk gesloten door de bolsjewieken en in 1936 omgebouwd tot gymnastiekzaal. In de Tweede Wereldoorlog werd in de gebedsruimte een wasserij ingericht voor het stedelijk ziekenhuis. Na de oorlog werd de kerk ingericht als instituut voor het bevorderen van vakbonden en burgerinitiatieven en vervolgens als plek voor het reparatie- en bouwbestuur met een zaagmolen. Onder leiding van Jaroslav Visjnevski werd in 1993 gewerkt aan de renovatie van de kerk en in 1994 kreeg de lokale katholieke kerkgemeenschap haar kerk terug.

### Overige gebouwen
Twee triomfbogen (f)

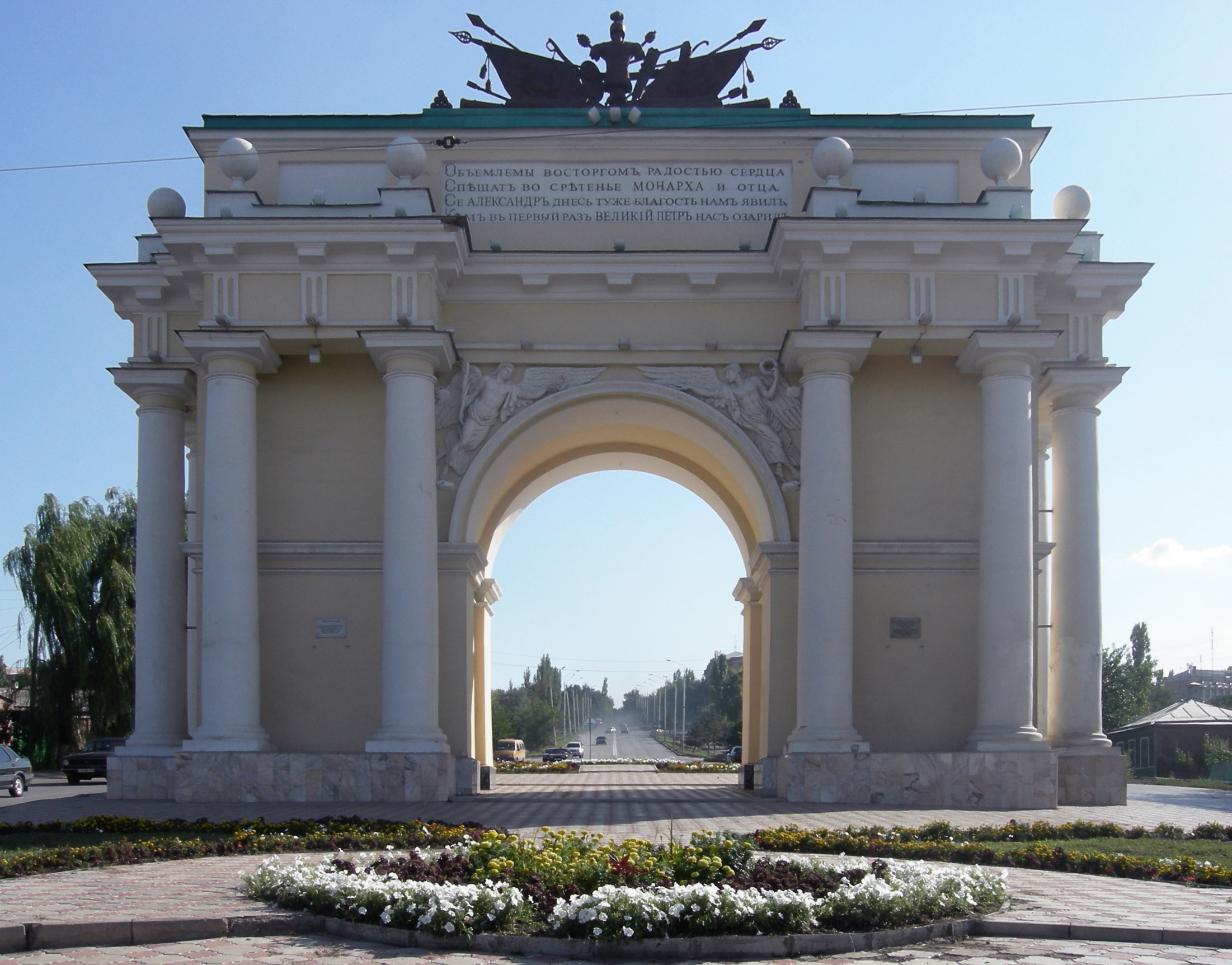
Noordoostelijke triomfboog met de inscriptie bovenaan

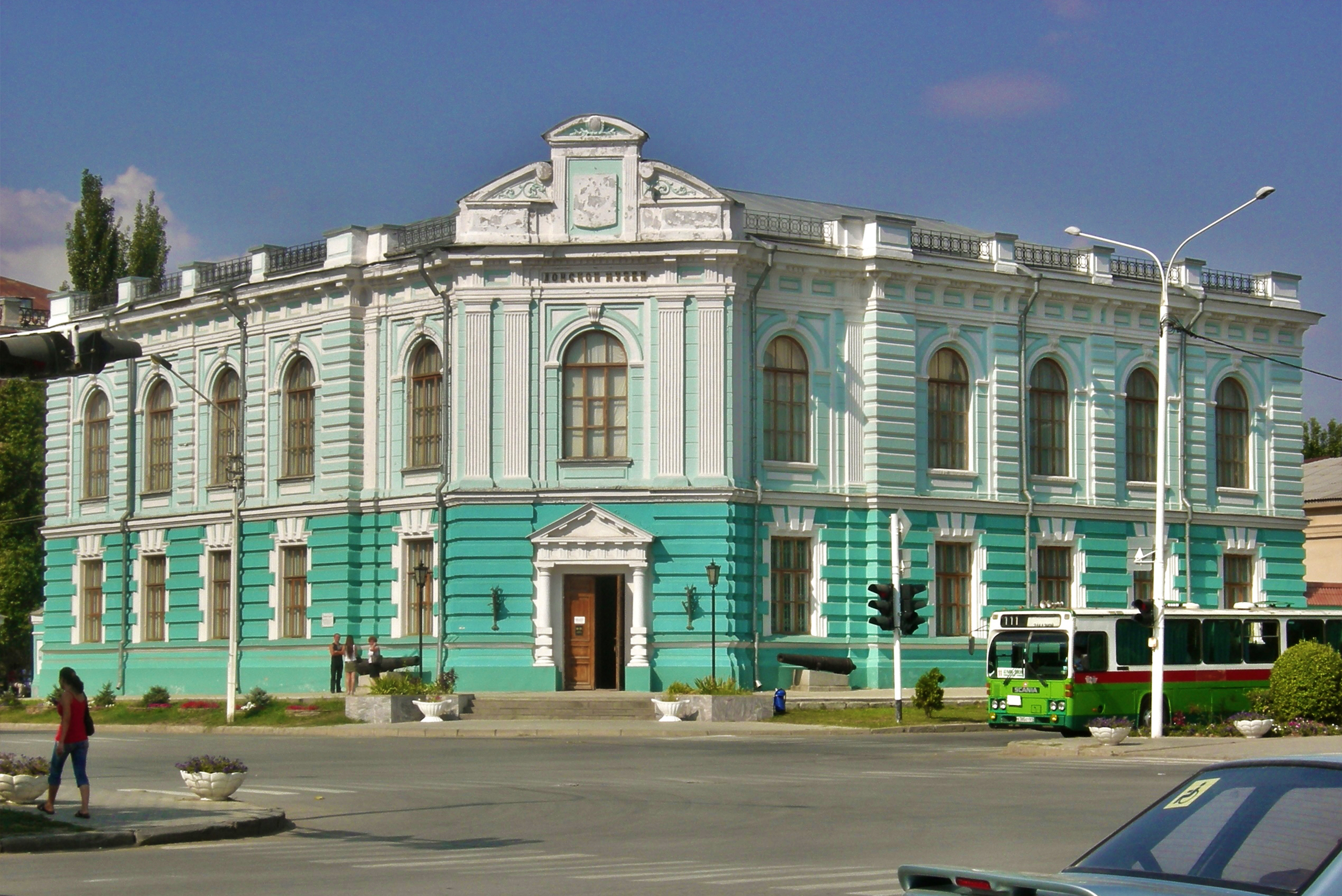
Museum voor de geschiedenis van de Don-Kozakken

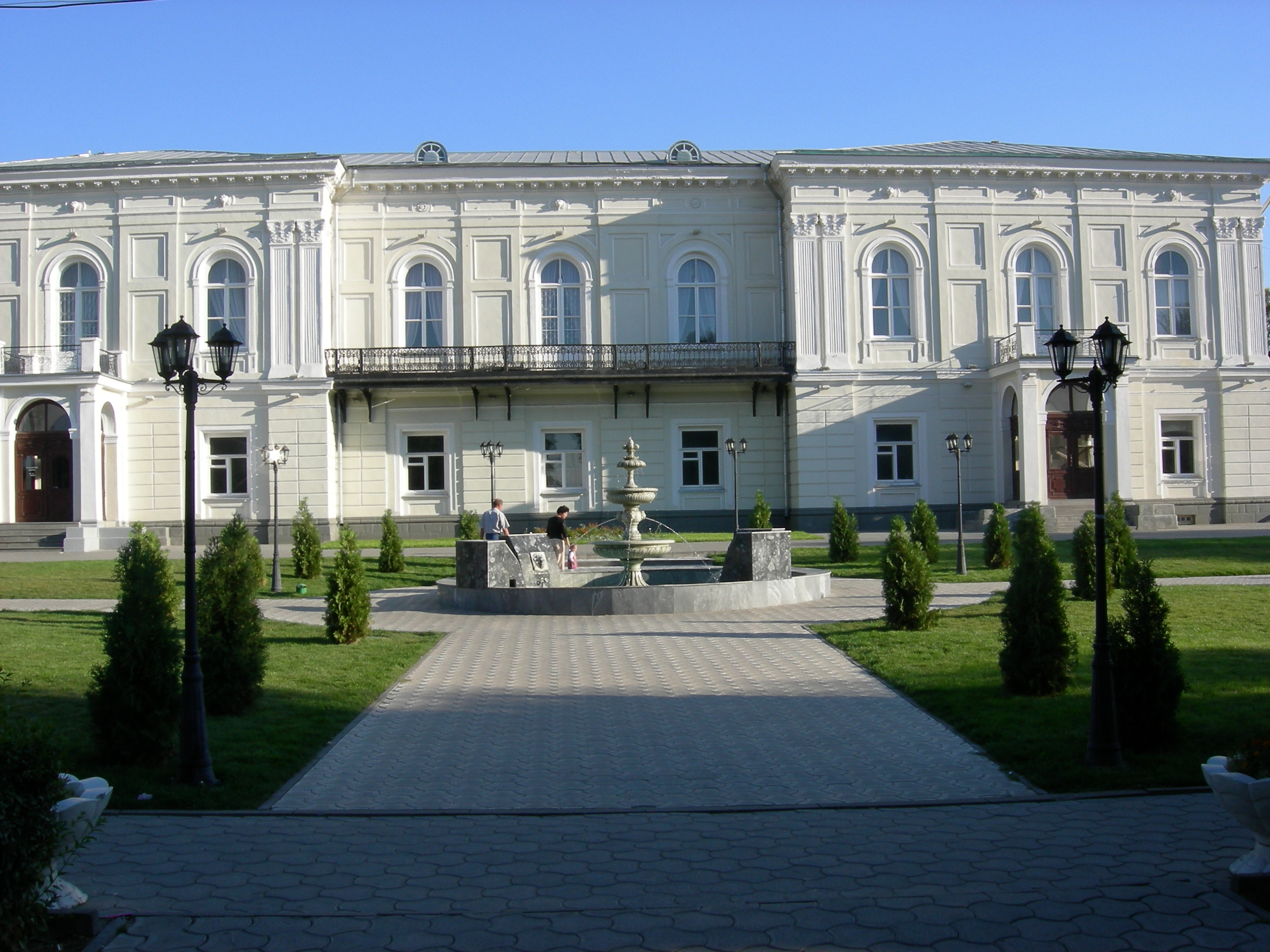
Atamanpaleis

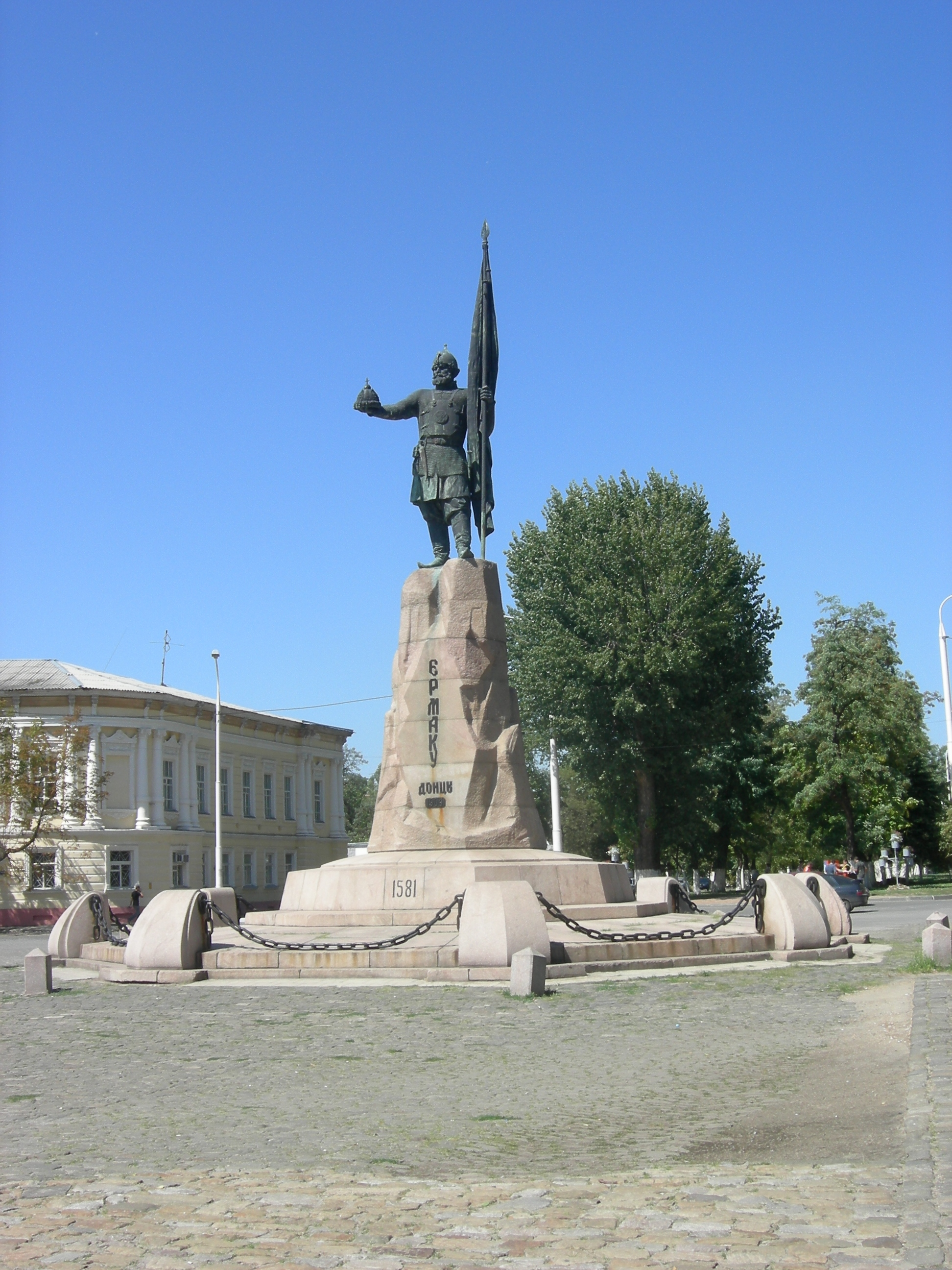
Monument voor Jermak. In zijn linkerhand bevindt zich een militaire banier en in zijn rechterhand een kroon, die het onderworpen Siberië symboliseert

Gebouwd in 1817 in laat-classicistische stijl onder leiding van architect Roeska voor de Russische overwinning op Napoleon tijdens zijn veldtocht naar Rusland. De aanleiding tot de bouw was een verwacht bezoek van keizer Alexander I aan de stad, maar omdat niemand wist vanaf welke kant hij precies zou komen, werden er twee bogen gebouwd: een in het westen en een in het noordoosten van de stad. De bogen waren destijds van veraf te zien als eerste merktekens van de stad. Op beide bogen was een gedicht ingesneden, dat momenteel alleen nog te zien is op de noordoostelijke boog.
Gebouwencomplex van de Zuid-Russische Staats-Technische Universiteit (f)
De gebouwen van het bestuur en de afdelingen chemie, mijnbouw en energetica hebben de status van monument. Ze werden gebouwd tussen 1911 en 1930 in neoclassicistische stijl onder leiding van architect Rogoejski.
Landgoed van oorlogsschilder Grekov (f)
Huismuseum van oorlogsschilder Grekov.
Gebouw van het muziekgymnasium (f)
Classicistisch gebouw gebouwd tussen 1870 en 1876 onder leiding van architect Kampioni.
Gebouw van de centrale Poesjkinbibliotheek (o)
Classicistisch gebouw uit 1892, gebouwd onder leiding van architect Zoejev. Vormde de eerste openbare bibliotheek in de Donregio. Voor de Russische Revolutie was het echter een militair gebouw, dat werd gebruikt voor bijeenkomsten van officieren.
Gebouw van de Keizer Alexander III militaire cadettenschool van de Don (o)
Gebouwd tussen 1885 en 1889 onder leiding van architect Kjoentsel in eclectische stijl.
Paleis van de Ataman (o)
Gebouwd in 1863 in eclectische stijl onder leiding van architect Valprede. Tot 1920 bevond zich hier de zetel van de ataman van de Don-Kozakken vojsko en bood het gebouw tevens onderdak aan de keizer en andere hooggeplaatste personen, wanneer deze de Donregio bezochten. Tijdens de Russische Burgeroorlog bevond zich hier het hoofdkwartier van de contrarevolutionairen. In de Sovjettijd zetelde het stadsbestuur er. In maart 2001 werd het gebouw overgedragen aan de Don-Kozakken, die er een museum ter geschiedenis van de Don-Kozakken in huisvesten. Momenteel vormt het een van de filialen van dit museum.
Gebouw van het Kozakkendramatheater (o)
Gemoderniseerd classicistisch gebouw, dat in 1909 werd gebouwd onder leiding van architect Beketov. Voor de Russische Revolutie huisvestte het gebouw de Kamer van het hof van justitie.
Gebouw van het museum voor de geschiedenis van de Don-Kozakken (o)
Gebouwd tussen 1894 en 1899 onder leiding van architect Jasjtsjenko. Het gebouw vormde het eerste museum van de Donregio.

### Beelden
In de stad bevinden zich meerdere beelden. Tot de belangrijkste (met federale monumentenstatus) behoren:
- het vier meter hoge bronzen monument voor kozak Jermak (uit 1904), dat de verovering van Siberië door Rusland symboliseert.
- het monument op het graf van schilder Krylov (1936)
- het monument voor ataman Matvej Platov (1993). Dit monument werd oorspronkelijk in 1853 geplaatst, maar in 1923 van zijn sokkel gehaald en vervangen door een beeld van Lenin. In 1993 herkreeg Platov zijn oude plaats.

Een ander bijzonder beeld zonder monumentale status is het monument voor verzoening en eendrachtigheid, dat in 2005 werd opgericht voor de tweehonderdste verjaardag van de stad en dat de eenheid tussen alle Kozakken ter wereld ongeacht hun politieke voorkeur symboliseert. Hierbij wordt vooral verwezen naar het feit dat tijdens de Russische Burgeroorlog sommige Kozakken de kant van de bolsjewieken kozen en veel andere kozakken de kant van de mensjewieken.

## Afbeeldingen

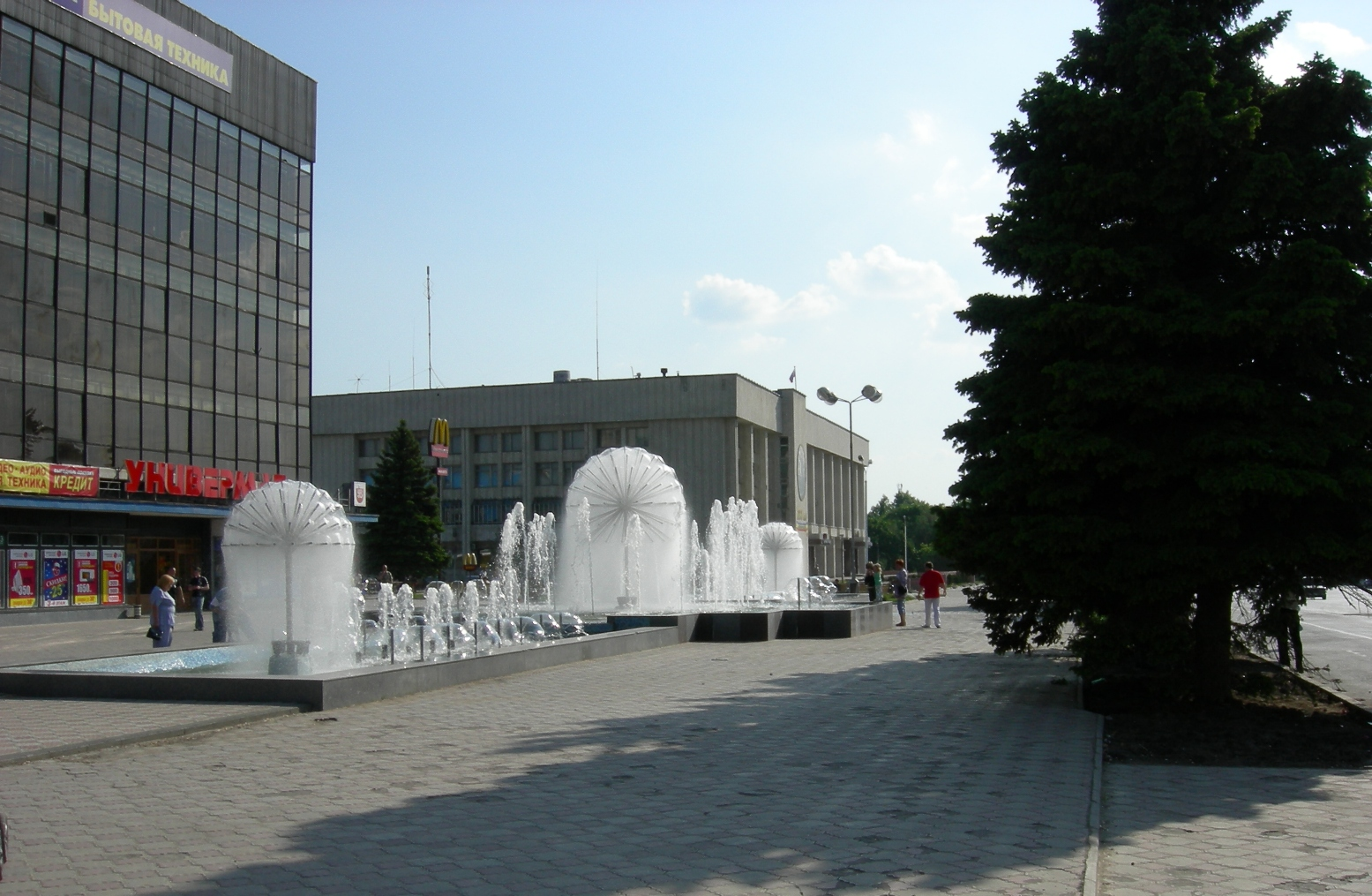
Fonteinen met stadsbestuur- gebouwen op achtergrond
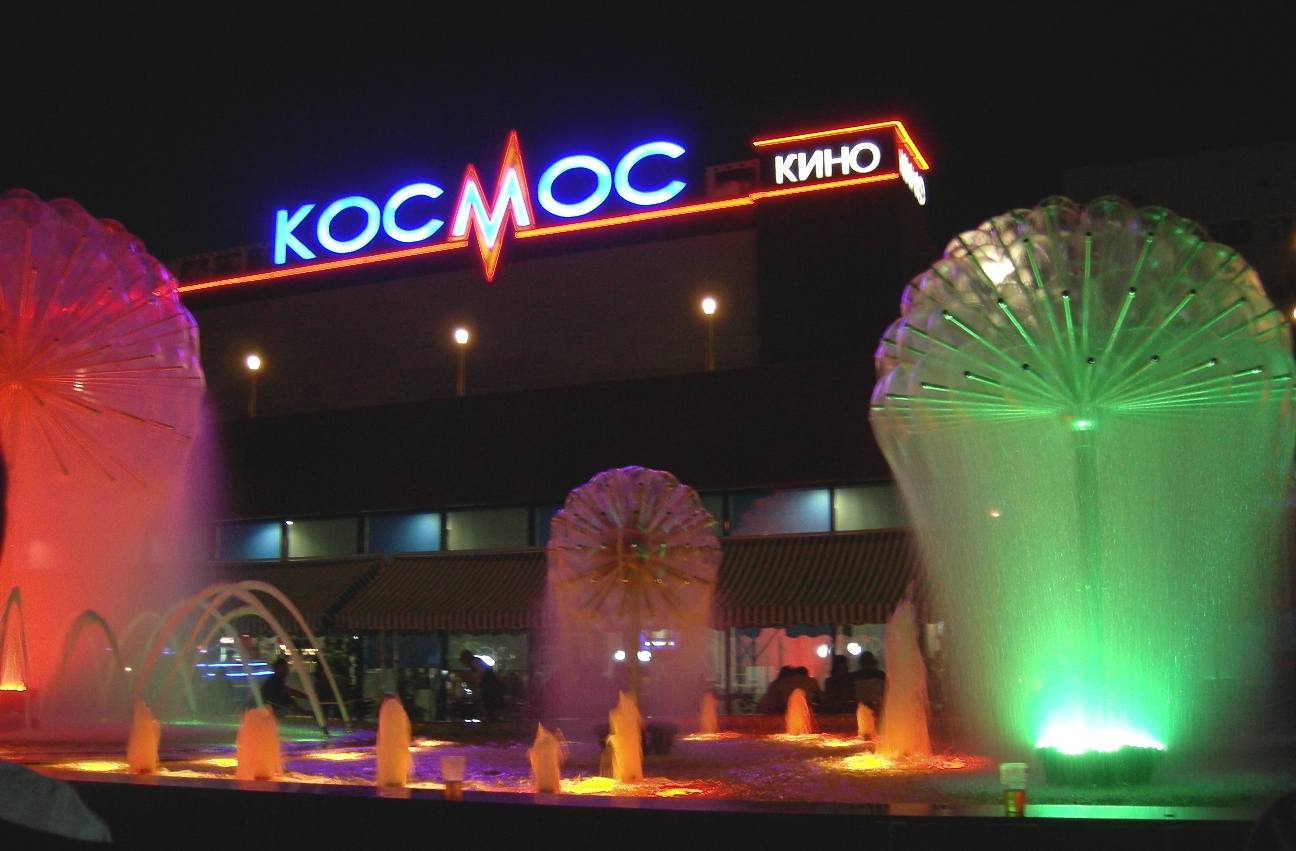
Fontein voor het filmtheater 'Kosmos'
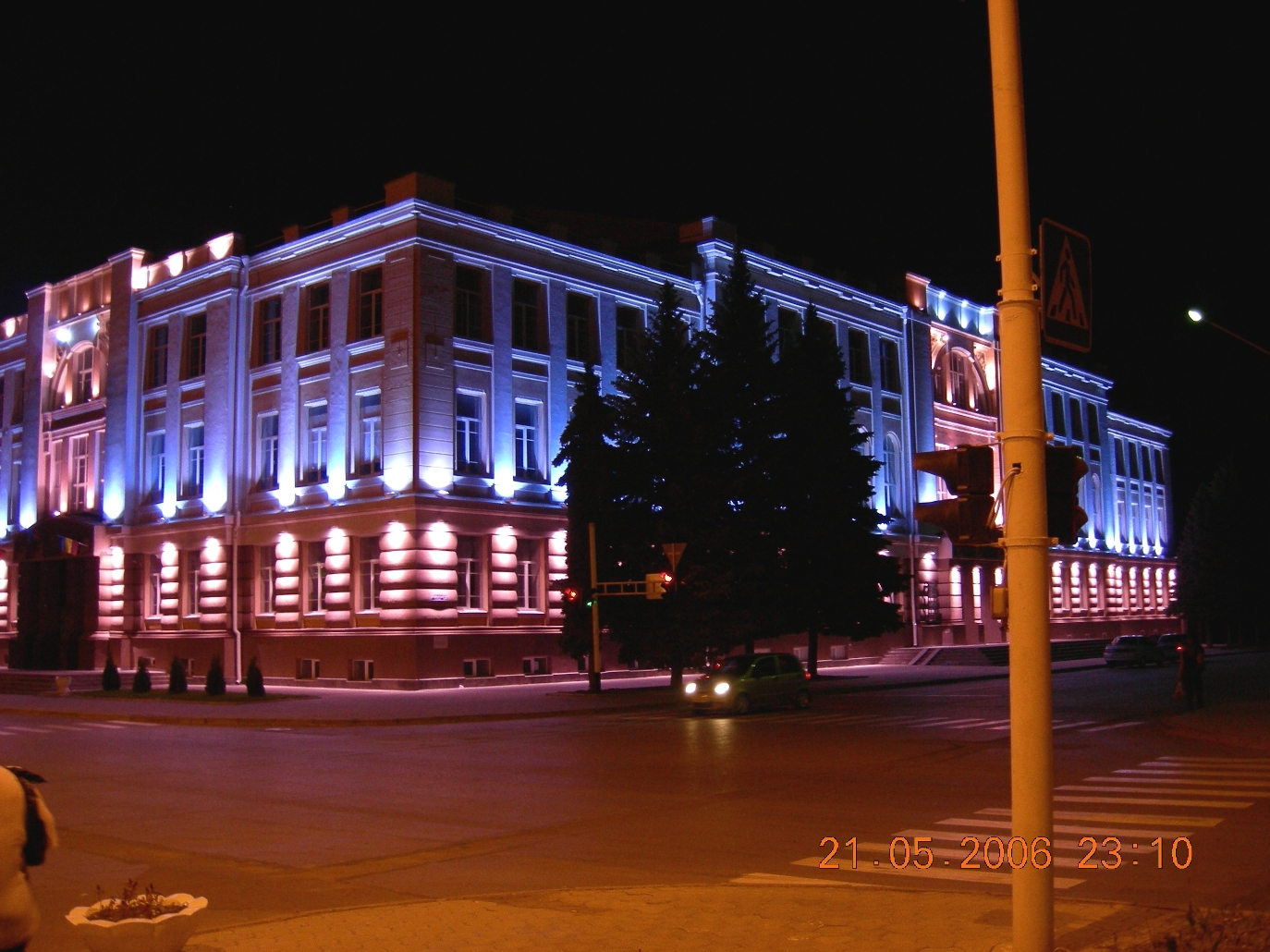
Kozakkendramatheater
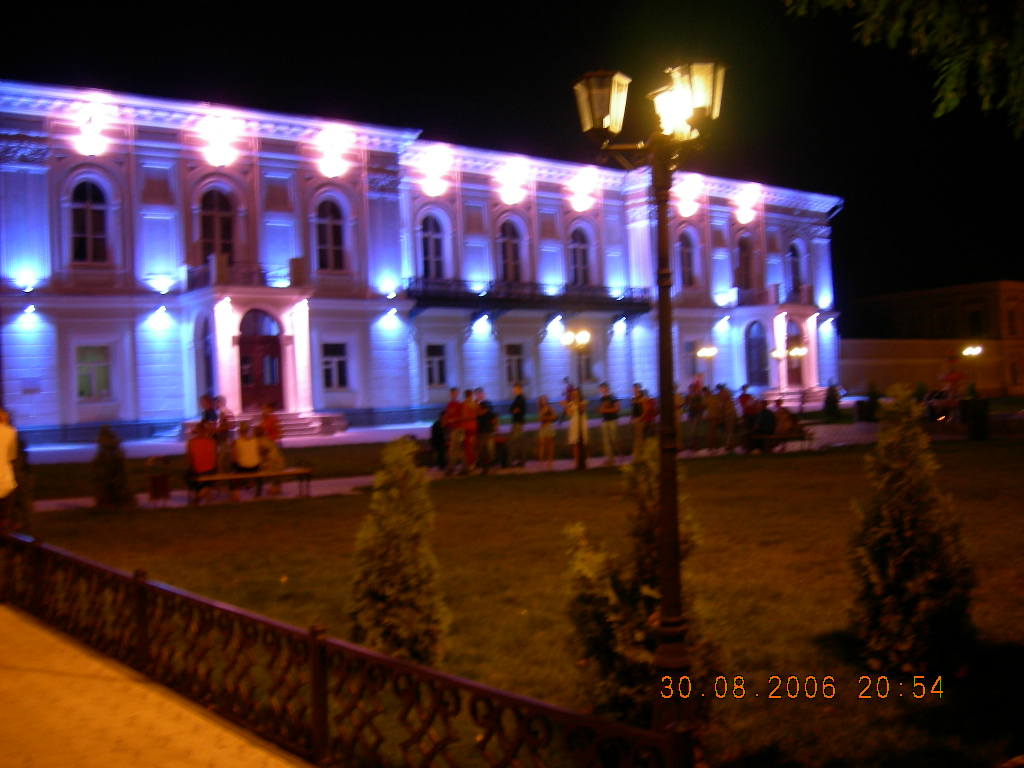
Atamanpaleis bij nacht
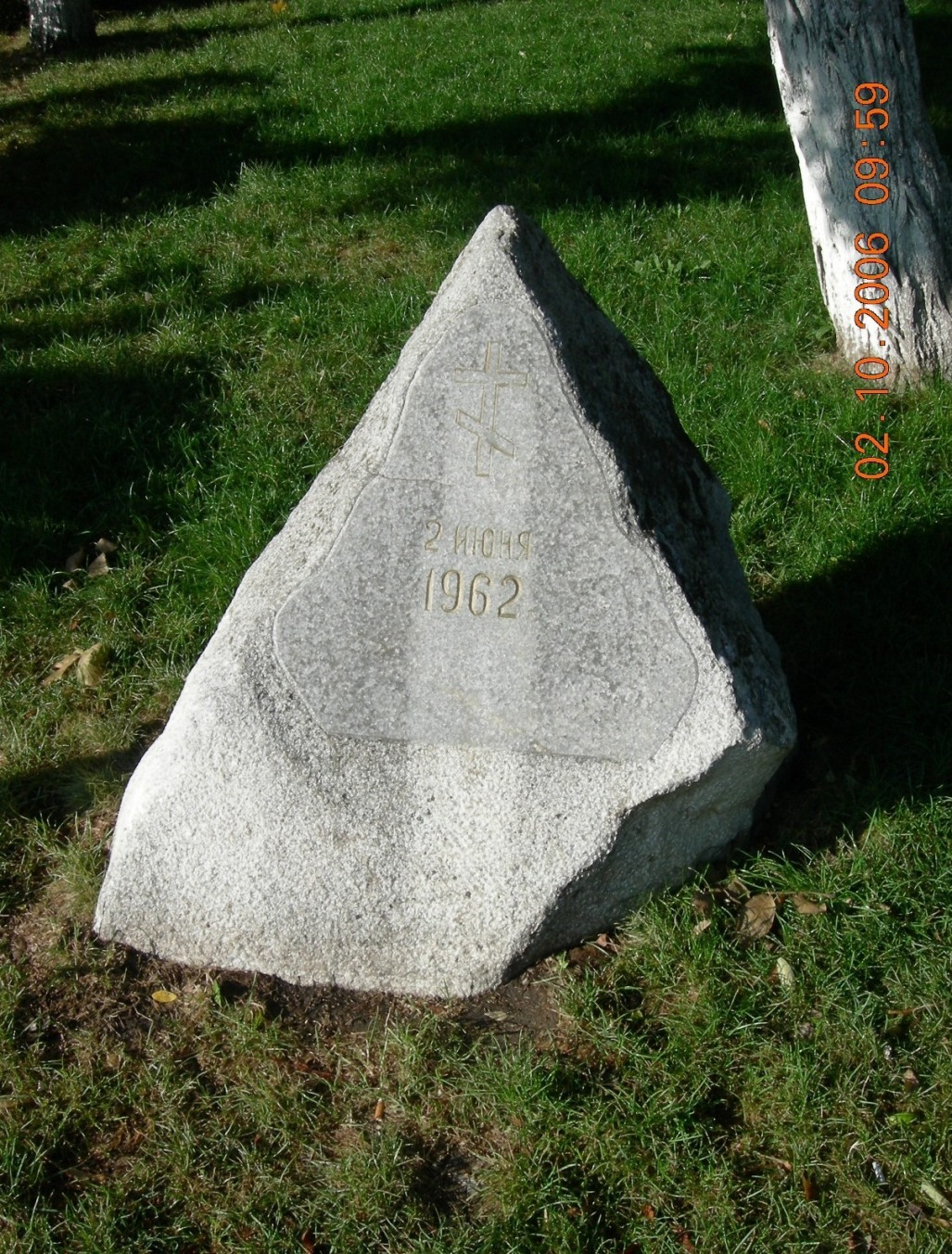
Gedenksteen voor het bloedbad van 1962
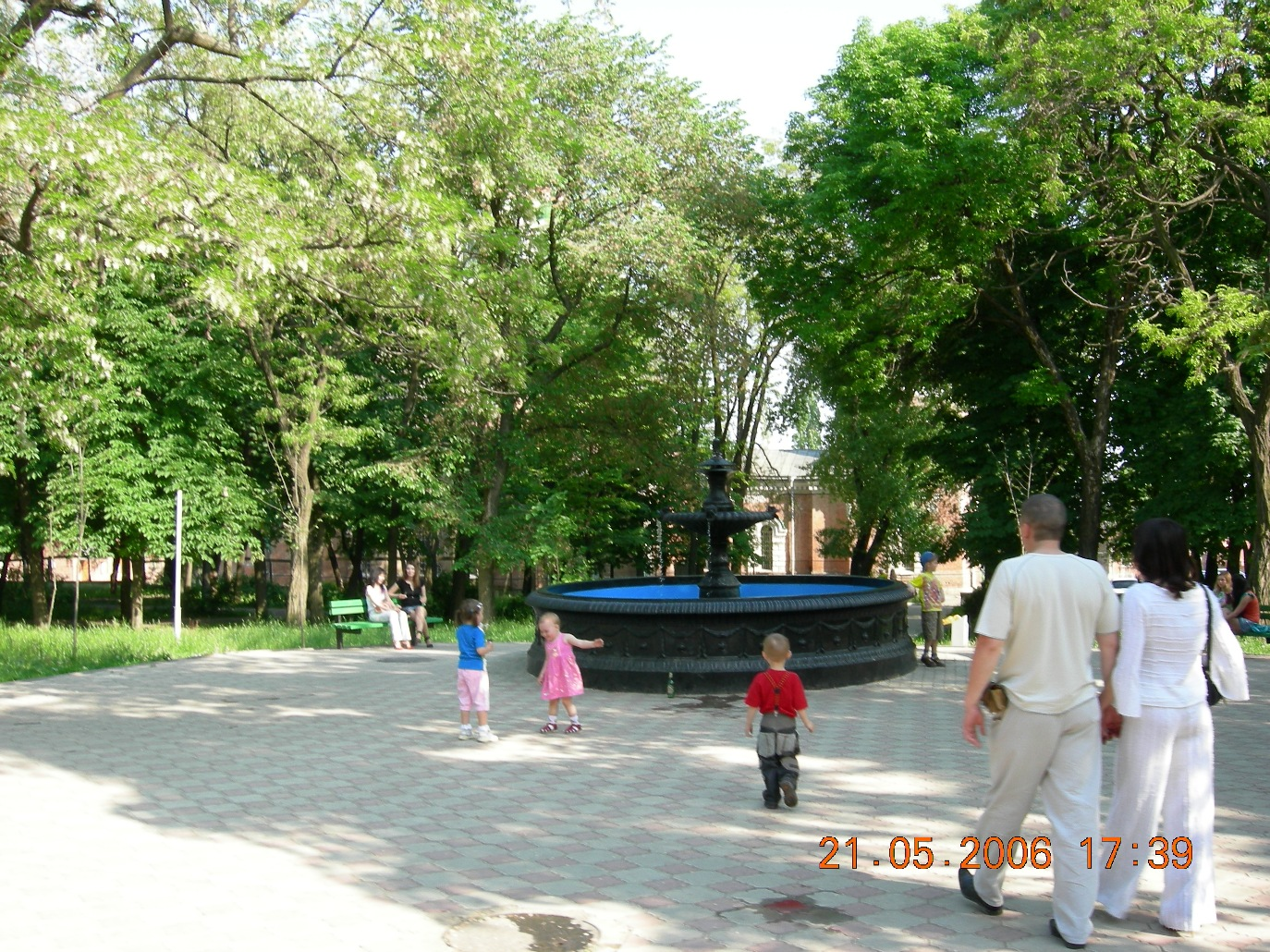
Alexanderpark (aangelegd in 1854)
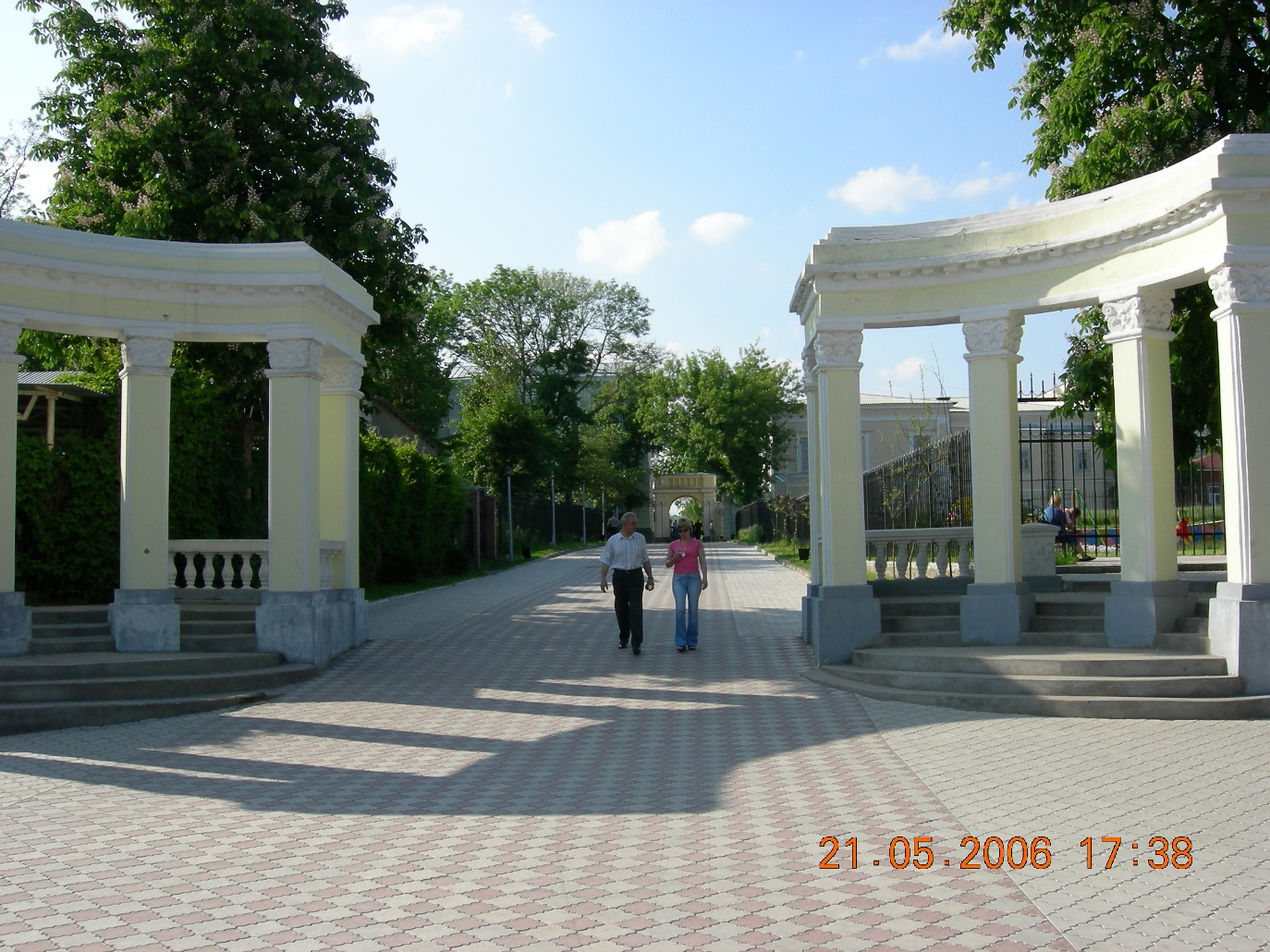
Alexanderpark

## Partnersteden
- Iserlohn (Duitsland)
- La Valette (Frankrijk)
- Kronstadt (Rusland)

## Geboren in Novotsjerkassk
- Aleksej Losev (1893-1988), Russisch filosoof, filoloog en culturoloog
- Aleksandr Lebed (1950-2002), Russisch luitenant-generaal en politicus
- Joeri Sedych (1955-2021), kogelslingeraar
- Ljoedmila Andonova (6 mei 1960), Bulgaars hoogspringster
- Aleksej Jerjomenko sr. (17 januari 1964), Russisch voetballer en voetbalcoach
- Andrej Jesipenko (22 maart 2002), Russisch schaker

Bestuurlijk centrum: Rostov aan de Don

Aksai · Azov · Batajsk · Belaja Kalitva · Donetsk · Goekovo · Kamensk-Sjachtinski · Novotsjerkassk · Novosjachtinsk · Konstantinovsk · Krasni Soelin · Millerovo · Morozovsk · Proletarsk · Salsk · Semikarakorsk · Sjachty · Taganrog · Tsimljansk · Volgodonsk · Zernograd · Zverevo